# Université internationale Menéndez Pelayo
Pour les articles homonymes, voir Pelayo (homonymie).
L'université internationale Menéndez Pelayo (UIMP) (en espagnol Universidad Internacional Menéndez Pelayo) est une université espagnole dispensant des cours d'été et des cours de langue et de culture espagnoles pour les étrangers. Elle tient son nom du grand polygraphe et érudit Marcelino Menéndez y Pelayo.

## Présentation
Ernest Lluch i Martín fut son recteur de 1989 à 1995
Ses activités académiques traditionnelles se déroulent durant l'été boréal au Palais royal de la Magdalena à Santander, son siège emblématique, et les cours d'espagnol pour les étrangers ont lieu toute l'année universitaire sur le campus de Las Llamas, à proximité de l'université de Cantabrie.
L'UIMP délivre des masters dans différents domaines :
- Enseignement de l'espagnol comme langue étrangère, en collaboration avec l'Institut Cervantes ;
- Énergies renouvelables, piles à combustible et hydrogène, avec le Consejo Superior de Investigaciones Científicas ;
- Économie et Finances ;
- Histoire contemporaine.

L'université Menéndez Pelayo donne également des cours dans ses centres d'enseignement de Barcelone, Valence, Séville, Grenade, Santa Cruz de Tenerife, La Corogne, Pontevedra, Cuenca, La Línea de la Concepción et Formigal.

## Prix international Menéndez Pelayo
Depuis 1987, l'université remet annuellement le Prix international Menéndez Pelayo (Premio Internacional Menéndez Pelayo).
Parmi ses récipiendaires, figurent Octavio Paz (1987), Julio Caro Baroja (1989), Martí de Riquer (1990), Carlos Fuentes (1992), Fernando Lázaro Carreter (1994), Ernesto Sábato (1997), Mario Vargas Llosa (1999), Miguel León-Portilla (2001), Julián Marías Aguilera (2002), Mario Benedetti (2005) et Belisario Betancur Cuartas (2007).

## Galerie

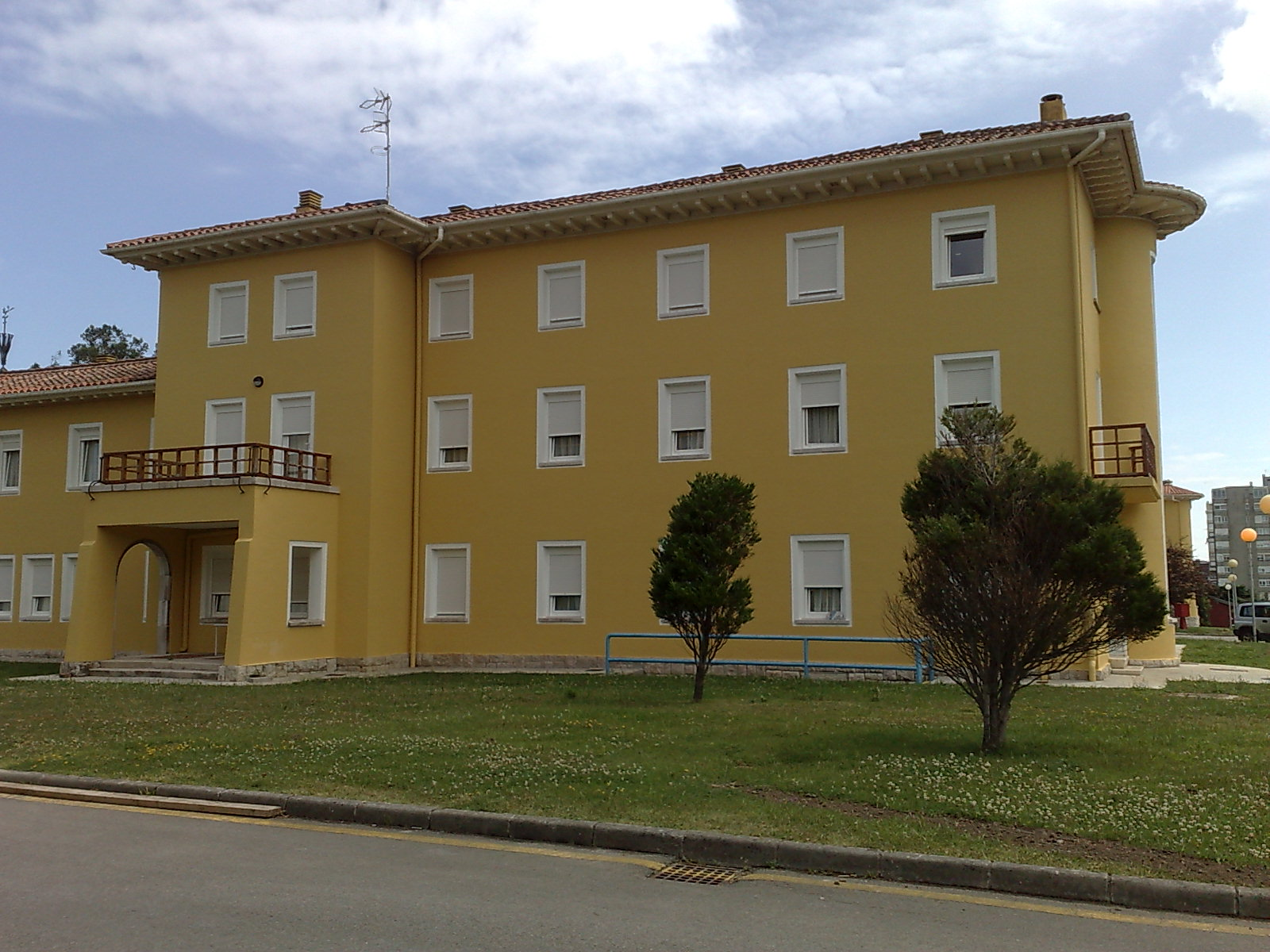
Bâtiment de l'UIMP, sur le campus de Las Llamas.
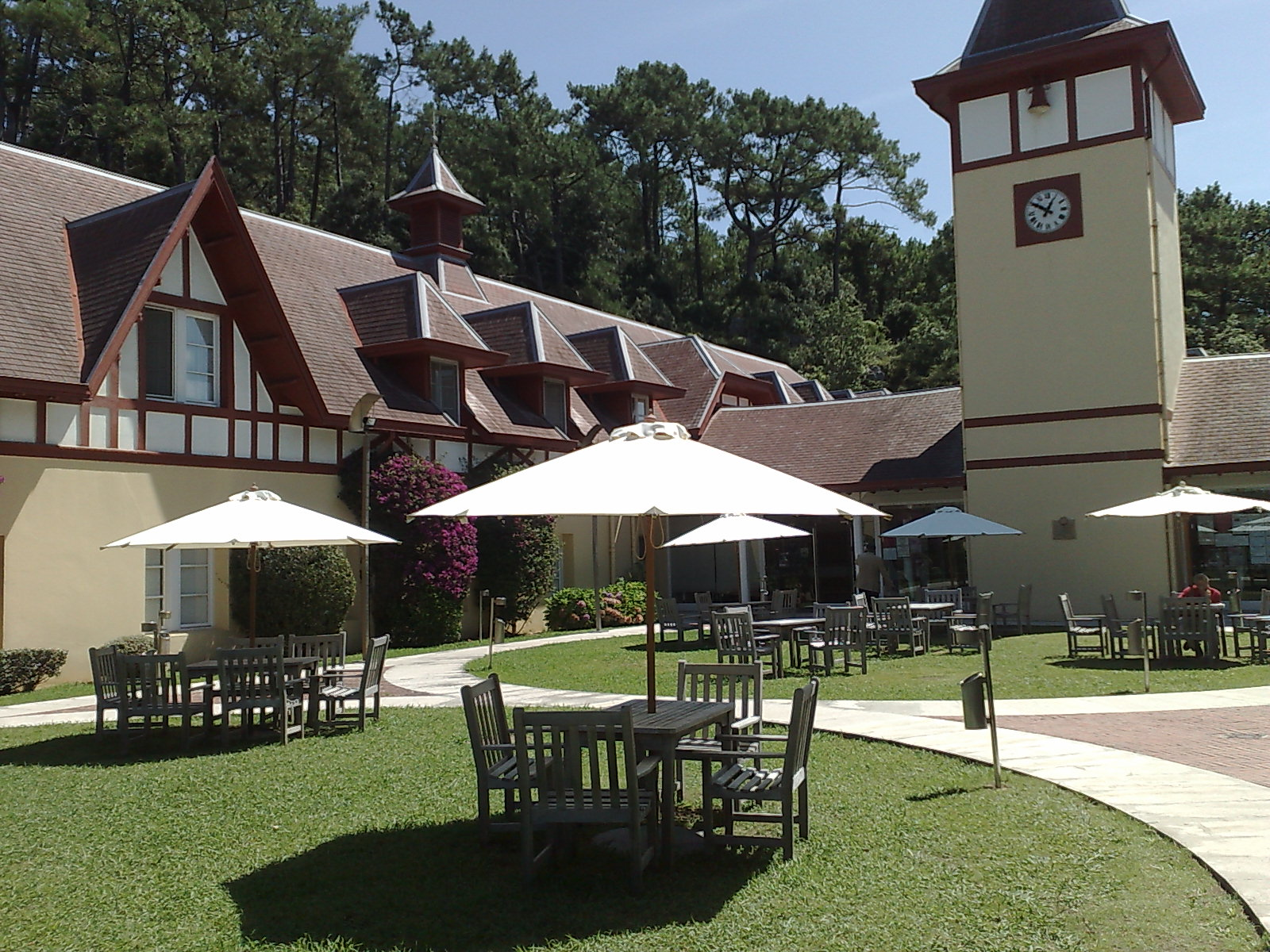
Écuries sur la péninsule de la Magdalena.
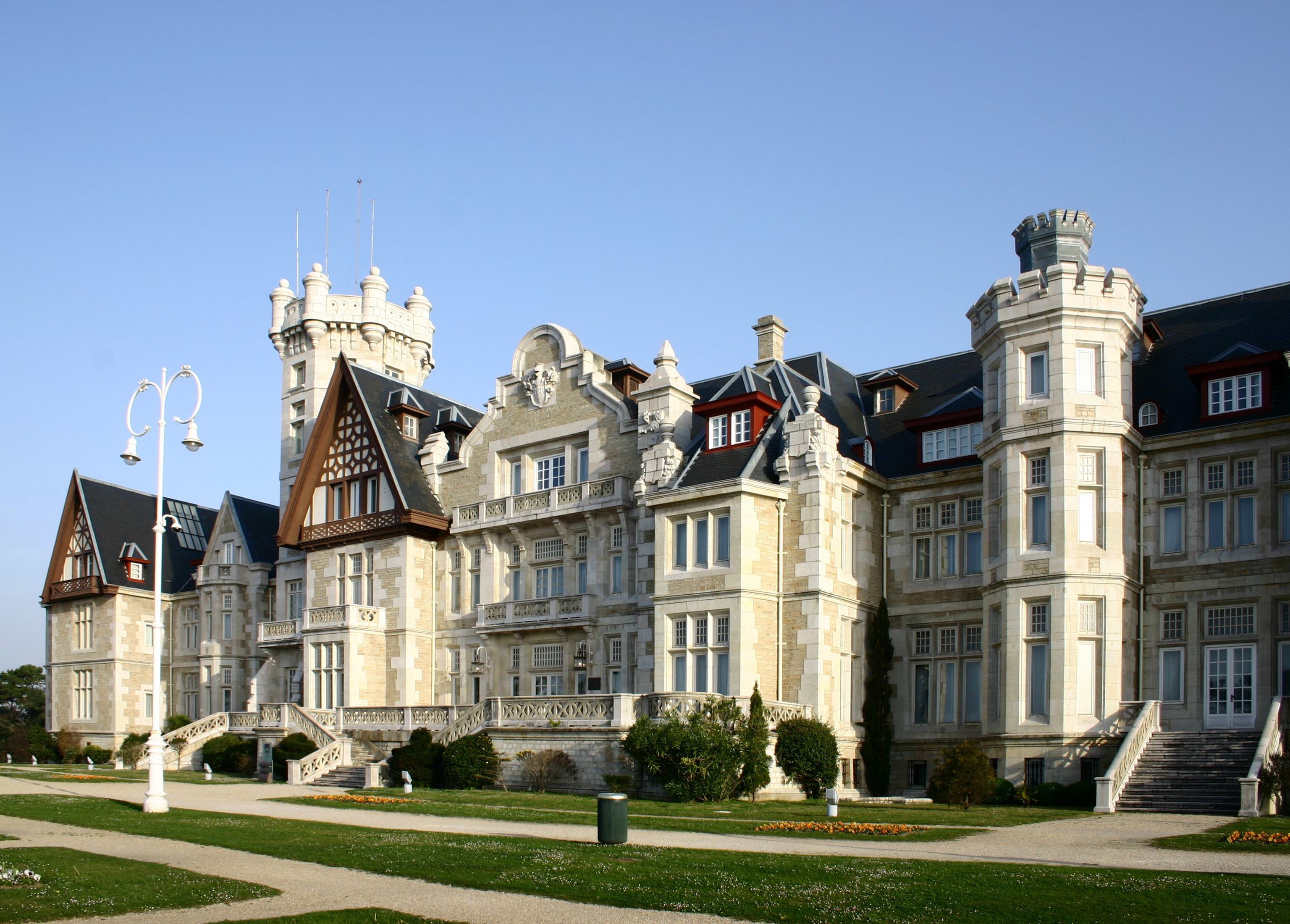
Vue du Palais royal de la Magdalena.